# Stephan Waetzoldt (Kunsthistoriker)
Hermann Stephan Waetzoldt (* 18. Januar 1920 in Halle; † 25. Mai 2008 in Berlin) war ein deutscher Kunsthistoriker und Museumsleiter. Er war von 1961 bis 1973 Direktor der Kunstbibliothek Berlin, von 1965 bis 1983 Generaldirektor der Staatlichen Museen Preußischer Kulturbesitz in West-Berlin und Honorarprofessor für Kunstgeschichte an der FU Berlin.

## Leben
Stephan Waetzoldt war der Sohn des Kunsthistorikers Wilhelm Waetzoldt, der ebenfalls Generaldirektor der Staatlichen Museen zu Berlin war (1927–1933), und Enkel des Philologen Stephan Waetzoldt, Reformator des Mädchenschulwesens.
Waetzoldt besuchte das Französische Gymnasium in Berlin und legte das Abitur in Halle ab. Im Zuge des Zweiten Weltkrieges diente er als Soldat und geriet 1940 in englische Kriegsgefangenschaft. Nach seiner Entlassung nahm Waetzoldt das Studium der Kunstgeschichte, Klassischen Archäologie und Neueren Geschichte an den Universitäten Marburg und Hamburg auf. 1951 folgte die Promotion bei Wolfgang Schöne über den Maler Philipp Otto Runge. Von 1951 bis 1953 war er Stipendiat am Zentralinstitut für Kunstgeschichte in München. Von 1954 bis 1956 arbeitete Waetzoldt als Assistent an der Bibliotheca Hertziana in Rom.
1961 erfolgte die Berufung Waetzoldts zum Direktor der Kunstbibliothek in West-Berlin, die er bis 1973 leitete. 1965 wurde er zum Generaldirektor der Staatlichen Museen Berlin (Stiftung Preußischer Kulturbesitz) ernannt. Kommissarisch übernahm er von 1965 bis 1966 auch die Leitung des West-Berliner Teils der Nationalgalerie. Unter seiner Leitung wurden die Neue Nationalgalerie und verschiedene weitere Museums-Neubauten, u. a. das Völkerkunde-Museum in Berlin-Dahlem, erbaut. Seit 1966 war Waetzoldt Mitglied des Montagsklub. Von 1966 bis 1978 war er Vorsitzender des Deutschen Vereins für Kunstwissenschaft und engagierte sich in zahlreichen Mandaten, u. a. als Beauftragter der Bundesregierung und des Berliner Senats für die Europarat-Ausstellung Tendenzen der Zwanziger Jahre. Auf seine Anregung hin wurden 1975 das Rathgen-Forschungslabor und 1979/80 das Institut für Museumskunde gegründet. Für seine Verdienste wurde Waetzoldt mit der Luther-Medaille in Gold und dem Großen Bundesverdienstkreuz mit Stern ausgezeichnet.
Waetzoldt war ein strikter Gegner der Rückgabe – oder auch nur Dauerleihgabe – von während der Kolonialzeit nach Europa gebrachtem Kulturgut in die jeweiligen Herkunftsländer. Nach einer Resolution der UN-Vollversammlung für die Restitution von Kunstwerken bezeichnete er das Anliegen in einer Stellungnahme für die West-Berliner Senatsverwaltung für Wissenschaft und Kunst 1974 als „unsinnige Forderung“ und dass es ihm schwerfalle, dieser „mit sachlichen Argumenten entgegenzutreten“. Er behauptete, dass die Museen in der „Dritten Welt“ in einem katastrophalen Zustand seien und es dort keine Kompetenz zur Bewahrung und Präsentation der Objekte gebe. Deshalb empfahl er, entsprechende Anfragen „so dilatorisch wie möglich zu behandeln“. Auch 1979 äußerte er in einem Interview mit dem Spiegel, es sei „unverantwortlich“, in dieser Frage „dem Nationalismus der Entwicklungsländer nachzugeben“.

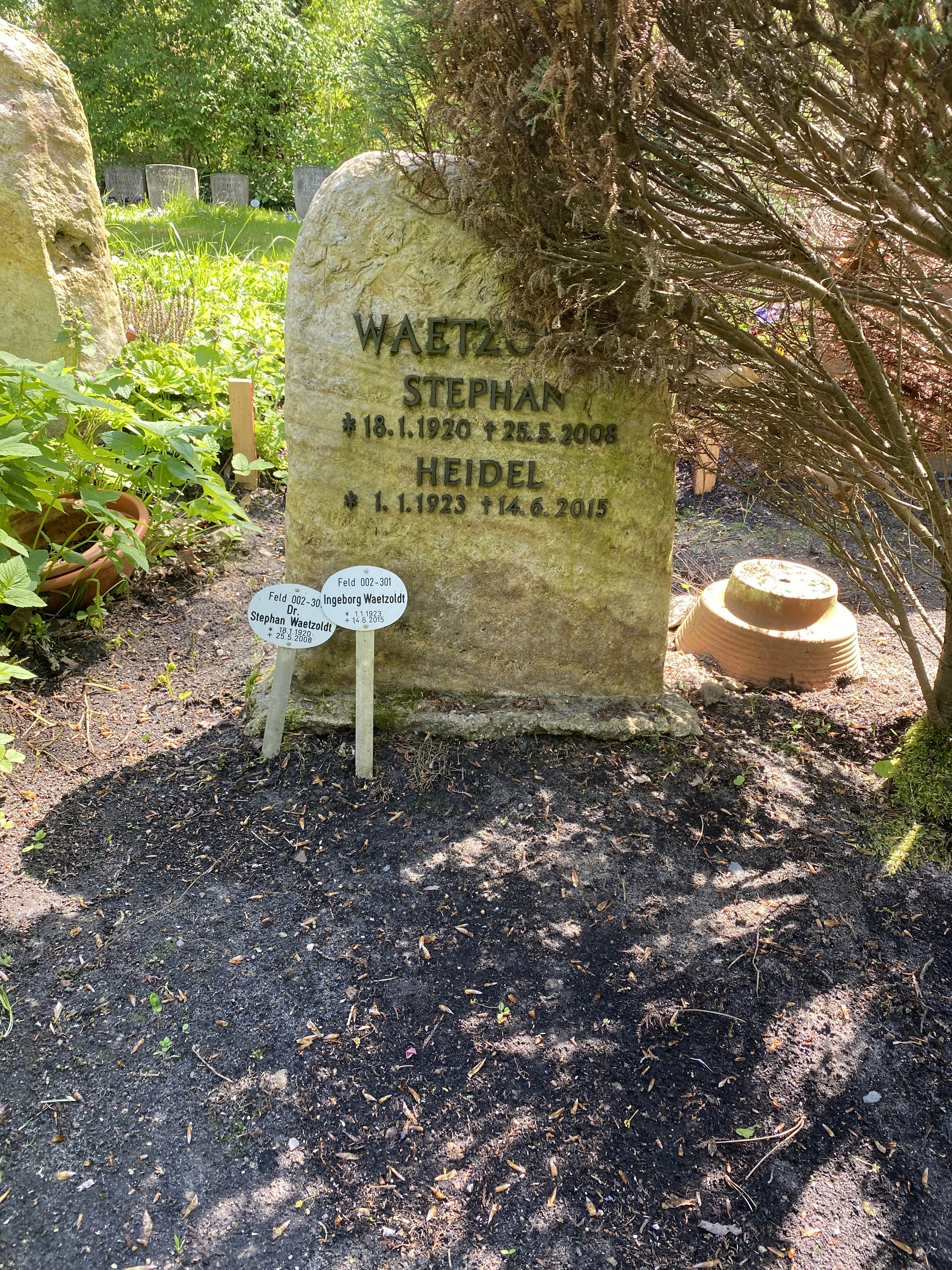
Grabstätte auf dem Waldfriedhof Zehlendorf

Waetzoldt trat im Januar 1983 in den Ruhestand. Mit seiner Frau Ingeborg, geb. Lübcke (1923–2015), hatte er drei Töchter. Nach der Deutschen Wiedervereinigung lebte das Paar in Kleinmachnow bei Berlin. Beide sind auf dem Waldfriedhof Zehlendorf bestattet (Feld 002-301). 

## Veröffentlichungen (Auswahl)
- Die Kopien des 17. Jahrhunderts nach Mosaiken und Wandmalereien in Rom (1964)
- Tendenzen der Zwanziger Jahre (1977)
- Meisterwerke deutscher Malerei des 19. Jahrhunderts (1981)
- Deutsche Kunst aus dem Osten: Erwerbungen der Bundesrepublik Deutschland (1989)
- Pläne und Wettbewerbe für Bauten auf der Berliner Museumsinsel 1873–1896 (1993)